# Laps (rivière)
 (mai 2014).
Si vous disposez d'ouvrages ou d'articles de référence ou si vous connaissez des sites web de qualité traitant du thème abordé ici, merci de compléter l'article en donnant les références utiles à sa vérifiabilité et en les liant à la section « Notes et références ».
 (mai 2014).
Pour les articles homonymes, voir Laps.
Le Laps (ou l'Aasp) est un affluent du Luy de Béarn à Serres-Castet dans les Pyrénées-Atlantiques.

## Hydronymie
L'hydronyme Laps apparaît sous les formes l'aigua aperada Lasp (1645, censier de Morlaàs) et l'Aasp (1863, dictionnaire topographique Béarn-Pays basque).

## Géographie
Le Laps prend sa source à Maucor et coule durant 10,1 km avant de se jeter dans le Luy de Béarn à Serres-Castet.

## Département et communes traversés
Pyrénées-Atlantiques : Buros, Montardon, Maucor, Saint-Castin, Serres-Castet.

## Principaux affluents
- le Bignau
- le Saint-Jean